# Посёлок Госпитомника
Посёлок Госпитомника, Госпитомника  — посёлок в Енотаевском районе Астраханской области России. Входит в состав «муниципального образования Село Енотаевка».

## География
Посёлок расположен в западной части Астраханской области, в дельте реки Волги и располагается у северной окраины села Енотаевка, фактически сливаясь с последним. Протекает р. Енотаевка, в непосредственной близости — р. Волга. Уличная сеть отсутствует

## Население
| 2002 | 2010 | 2021 |
| ---- | ---- | ---- |
| 20   | →20  | ↗40  |

Национальный и гендерный состав
По данным Всероссийской переписи, в 2010 году численность населения составляла 20 человек (11 мужчин и 9 женщин, 55,0 и 45,0 %% соответственно).
Согласно результатам переписи 2002 года, в национальной структуре населения казахи и русские составляли по 45 % от 22 жителей.

## Транспорт
Подъездная дорога через Енотаевку на автотрассу «Каспий» (входит в Европейский маршрут E40).